# Thomas Keiderling
Thomas Keiderling (* 1967 in Berlin) ist ein deutscher Historiker und Medienwissenschaftler.

## Leben
Keiderling wuchs in Berlin auf. Von 1989 bis 1995 studierte er Geschichte, Journalistik und Kulturwissenschaften an den Universitäten Leipzig und Newcastle upon Tyne (Vereinigtes Königreich). Später absolvierte er ein berufsbegleitendes Fernstudium der Bibliotheks- und Informationswissenschaft an der Humboldt-Universität Berlin. 1999 wurde er an der Universität Leipzig zum Dr. phil. promoviert. Im Rahmen einer Firmengeschichte war er 2002/2003 im Mannheimer und Leipziger Lexikonverlag Bibliographisches Institut & F. A. Brockhaus beschäftigt. Von 1997 bis 2012 arbeitete er zunächst als Lehrbeauftragter und schließlich als wissenschaftlicher Mitarbeiter am Institut für Kommunikations- und Medienwissenschaft der Universität Leipzig, wo er sich 2010 habilitierte. 2012 bis 2015 erschloss er das Verlagsarchiv Vandenhoeck & Ruprecht, Göttingen, in der Handschriftenabteilung der Staatsbibliothek zu Berlin / Verbunddatenbank Kalliope.
Wiederholt kuratierte Keiderling Fachausstellungen, so im Stadtgeschichtlichen Museum Leipzig, im Literaturhaus Leipzig, Haus des Buches Leipzig oder im Museum für Kommunikation Berlin (Neugestaltung der Dauerausstellung 2012/2013). Seit 2018 ist er Leitender Kurator des Deutschen Genossenschaftsmuseums Delitzsch.
Als Autor veröffentlichte er zahlreiche Publikationen zur Buch- und Verlagsgeschichte, deutschen Industrialisierung sowie biografischen Unternehmerforschung des 19. und 20. Jahrhunderts. Ein Themenschwerpunkt liegt dabei auf der Analyse des Unternehmerverhaltens im Dritten Reich. Ebenso gab Keiderling ein dreibändiges „Lexikon der Medien- und Buchwissenschaft“ (2016–2018) heraus.
Thomas Keiderling ist seit 2004 Korrespondierendes Mitglied der Historischen Kommission des Börsenvereins des Deutschen Buchhandels (gegr. 1876) und schreibt an der „Geschichte des deutschen Buchhandels im 19. und 20. Jahrhundert“ mit. 2015 erhielt er zwei Stipendien zur Erforschung des Verlegers und Enzyklopädisten Joseph Kürschner am Forschungszentrum Gotha der Universität Erfurt und an der Klassik Stiftung Weimar.

## Publikationen

### Monografien
- Thomas Bez, Thomas Keiderling: Der Zwischenbuchhandel. Begriffe, Strukturen, Entwicklungslinien in Geschichte und Gegenwart, Stuttgart: Dr. Ernst Hauswedell & Co. 2010. ISBN 978-3-7762-0510-7
- Thomas Keiderling: Aufstieg und Niedergang der Buchstadt Leipzig, Markkleeberg: Sax Verlag 2012. ISBN 978-3-86729-098-2
- Thomas Keiderling: Geist, Recht und Geld. Die VG WORT 1958–2008 (mit einem Grußwort von Günter Grass), Berlin: de Gruyter Recht 2008. ISBN 978-3-89949-451-8
- Thomas Keiderling: Unternehmer im Nationalsozialismus. Machtkampf um den Konzern Koehler & Volckmar AG & Co., Beucha: Sax Verlag 2003. (2. verb. Auflage 2008) ISBN 978-3-934544-39-0
- Thomas Keiderling: Die Modernisierung des Leipziger Kommissionsbuchhandels von 1830 bis 1888; zugl. Schriften zur Wirtschafts- und Sozialgeschichte Bd. 58, Berlin: Duncker & Humblot 2000 (zugl. Dissertation). ISBN 978-3-428-09952-8

### Herausgeberschaften
- Lexikon der Medien- und Buchwissenschaft, 3 Bände, Stuttgart: Hiersemann 2016–2018. ISBN 978-3-7772-1612-6
- 200 Jahre F. A. Brockhaus; 2-bändige Schuberausgabe. Leipzig: F. A. Brockhaus 2005. [vergriffen]
- Buch – Markt – Theorie. Kommunikations- und medienwissenschaftliche Perspektiven, Erlangen: filos 2007. ISBN 978-3-938498-16-3
- Leipziger Jahrbuch zur Buchgeschichte, Wiesbaden: Harrassowitz (2001–2003).

### Erwähnt in
- Deutsches Literatur-Lexikon. Das 20. Jahrhundert. Biographisch-Bibliographisches Handbuch. Begr. von Wilhelm Kosch, Hrsg. von Lutz Hagestedt, Bd. 26, Berlin: Walter de Gruyter 2016, Sp. 419–421. ISBN 978-3-11-045295-2